# 美国林业局
美国林业局（英語：United States Forest Service）是美国农业部的下属机构，负责管理美国的154个国家森林以及20个国家草原，总管理面积超过193 × 106英畝（780,000平方）。该机构主要下属的部门有：国家森林系统、公有私有林业、商业运作、研发这四个部门。
该机构管理超过25%的联邦所有土地，是除美国内政部之外唯一一个国家土地管理机构。